# Sersheim
Sersheim est une commune de Bade-Wurtemberg (Allemagne), située dans l'arrondissement de Ludwigsbourg, dans la région de Stuttgart, dans le district de Stuttgart.